# Campeonato Mundial de Aviões de Papel de 2009
O Campeonato Mundial de Aviões de Papel de 2009 (nome original: Red Bull Paper Wings 2009) foi a segunda edição do Campeonato Mundial de Aviões de Papel.
A competição foi realizada nos dias 01 e 02 de maio de 2009, no Hangar-7, em Salzburgo. 203 estudantes universitários de 83 países disputaram o torneio.

## Fase Classificatoria
A fase classificatória teve 37.017 competidores divididos em 613 torneios classificatórios no mundo.

### Países Lusófonos
Em Portugal, esta fase foi realizada nas cidades de Lisboa, Porto, Guimarães, Setúbal, Faro, Coimbra e Covilhã. Em fevereiro de 2006, foram apurados três representantes de cada cidade, nas três categorias. Já a final nacional, de onde saíram os três representantes portugueses para a final internacional, decorreu em 3 de Abril, no Estádio Universitário, em Lisboa.
Os representantes portugueses foram: Agostinho Gomes (Algarve) na categoria "Tempo de Voo", Manuel Pereira (Lisboa) na categoria "Distância de Voo" e Pedro Teixeira (Lisboa) na categoria "Acrobacias".

## Resultado Final
O brasileiro Diniz Nunes, campeão na edição anterior (categoria: Tempo de voo), desta vez ficou na 5a posição da mesma categoria.

### Medalhistas
| Evento       | Ouro             | Ouro           | Prata          | Prata          | Bronze                          | Bronze        |
| Distância    | Jovica Kozlica   | 54.43 m        | Mike Opland    | 54.30 m        | Dylan Parker                    | 40.78 m       |
| Tempo de voo | Leonard Ang      | 11.66 segundos | Michael Kummer | 10.60 segundos | Gil Dotan                       | 9.95 segundos |
| Acrobacia    | Takeshige Kishii | 56 pontos      | Tomasz Chodyra | 52 pontos      | Waldemar Hoffman Ryan Naccarato | 42 pontos     |

| Evento        | Equipe  |
| ------------- | ------- |
| Melhor Equipe | Polônia |